# 800 kilomètres de Selangor 1985
Les 800 kilomètres de Selangor 1985, disputées le 1er décembre 1985 sur le Circuit de Shah Alam, ont été dixième et dernière manche du Championnat du monde des voitures de sport 1985.

## La course

### Classement de la course
Voici le classement officiel au terme de la course,,.
- Les premiers de chaque catégorie du championnat du monde sont signalés par un fond jaune.
- Pour la colonne Pneus, il faut passer le curseur au-dessus du modèle pour connaître le manufacturier de pneumatiques.
- Les voitures ne réussissant pas à parcourir 75% de la distance du gagnant sont non classées (NC).

| Pos  | Classe | no  | Écurie                              | Pilotes                                           | Châssis                             | Pneus | Tours | Temps                      |
| Pos  | Classe | no  | Écurie                              | Pilotes                                           | Moteur                              | Pneus | Tours | Temps                      |
| ---- | ------ | --- | ----------------------------------- | ------------------------------------------------- | ----------------------------------- | ----- | ----- | -------------------------- |
| 1    | C1     | 1   | Rothmans Porsche                    | Jochen Mass Jacky Ickx                            | Porsche 962C                        | D     | 217   | 5 h 32 min 3 s 340         |
| 1    | C1     | 1   | Rothmans Porsche                    | Jochen Mass Jacky Ickx                            | Porsche Type-935 2,6 l Flat-6 Turbo | D     | 217   | 5 h 32 min 3 s 340         |
| 2    | C1     | 51  | TWR Jaguar                          | John Nielsen Mike Thackwell Jan Lammers           | Jaguar XJR-6                        | D     | 217   | + 1 min 22 s 390           |
| 2    | C1     | 51  | TWR Jaguar                          | John Nielsen Mike Thackwell Jan Lammers           | Jaguar 6,2 l V12 Atmo               | D     | 217   | + 1 min 22 s 390           |
| 3    | C1     | 69  | Rothmans Porsche                    | Vern Schuppan James Weaver                        | Porsche 956                         | D     | 208   | + 9 tours                  |
| 3    | C1     | 69  | Rothmans Porsche                    | Vern Schuppan James Weaver                        | Porsche Type-935 2,6 l Flat-6 Turbo | D     | 208   | + 9 tours                  |
| 4    | C1     | 33  | John Fitzpatrick Racing             | Franz Konrad Andrew Miedecke                      | Porsche 956B                        | Y     | 205   | + 12 tours                 |
| 4    | C1     | 33  | John Fitzpatrick Racing             | Franz Konrad Andrew Miedecke                      | Porsche Type-935 2,6 l Flat-6 Turbo | Y     | 205   | + 12 tours                 |
| 5    | C1     | 18  | Brun Motorsport                     | Oscar Larrauri Massimo Sigala Frank Jelinski      | Porsche 956                         | D     | 195   | + 22 tours                 |
| 5    | C1     | 18  | Brun Motorsport                     | Oscar Larrauri Massimo Sigala Frank Jelinski      | Porsche Type-935 2,6 l Flat-6 Turbo | D     | 195   | + 22 tours                 |
| 6    | C2     | 75  | ADA Engineering                     | Evan Clements (de) Richard Piper Ian Harrower     | Gebhardt JC843                      | A     | 191   | + 26 tours                 |
| 6    | C2     | 75  | ADA Engineering                     | Evan Clements (de) Richard Piper Ian Harrower     | Ford Cosworth DFL 3,3 l V8 Atmo     | A     | 191   | + 26 tours                 |
| 7    | C2     | 82  | Grifo Autoracing                    | Pasquale Barberio Jean-Pierre Frey John Nicholson | Alba AR3                            | D     | 189   | + 28 tours                 |
| 7    | C2     | 82  | Grifo Autoracing                    | Pasquale Barberio Jean-Pierre Frey John Nicholson | Ford Cosworth DFL 3,3 l V8 Atmo     | D     | 189   | + 28 tours                 |
| 8    | C1     | 34  | Cosmik Racing Promotion             | Christian Danner Costas Los                       | March 84G                           | Y     | 187   | + 30 tours                 |
| 8    | C1     | 34  | Cosmik Racing Promotion             | Christian Danner Costas Los                       | Porsche Type-935 2,6 l Flat-6 Turbo | Y     | 187   | + 30 tours                 |
| 9    | C2     | 99  | Roy Baker Promotions                | David Palmer Michael Hall                         | Tiga GC284                          | A     | 182   | + 35 tours                 |
| 9    | C2     | 99  | Roy Baker Promotions                | David Palmer Michael Hall                         | Ford Cosworth BDT 1,8 l I4 Turbo    | A     | 182   | + 35 tours                 |
| 10   | C2     | 88  | Ark Racing                          | David Andrews Max Payne                           | Ceekar 83J                          | A     | 175   | + 42 tours                 |
| 10   | C2     | 88  | Ark Racing                          | David Andrews Max Payne                           | Ford Cosworth BDX 2,0 l I4 Atmo     | A     | 175   | + 42 tours                 |
| 11   | C2     | 100 | Chevron Racing John Bartlett Racing | Robin Smith (de) Robin Donovan Kenneth Leim       | Chevron B62                         | A     | 146   | + 71 tours                 |
| 11   | C2     | 100 | Chevron Racing John Bartlett Racing | Robin Smith (de) Robin Donovan Kenneth Leim       | Ford Cosworth DFL 3,3 l V8 Atmo     | A     | 146   | + 71 tours                 |
| Abd. | C1     | 2   | Rothmans Porsche                    | Hans-Joachim Stuck Derek Bell                     | Porsche 956 PDK (en)                | D     | 183   | Arbre de transmission      |
| Abd. | C1     | 2   | Rothmans Porsche                    | Hans-Joachim Stuck Derek Bell                     | Porsche Type-935 2,6 l Flat-6 Turbo | D     | 183   | Arbre de transmission      |
| DSQ† | C2     | 98  | Roy Baker Promotions                | Roy Baker Duncan Bain Andy Wallace                | Tiga GC285                          | A     | 106   | Assistance                 |
| DSQ† | C2     | 98  | Roy Baker Promotions                | Roy Baker Duncan Bain Andy Wallace                | Ford Cosworth BDT 1,8 l I4 Turbo    | A     | 106   | Assistance                 |
| Abd. | C2     | 74  | Gebhardt Motorsport                 | Stanley Dickens Walter Lechner                    | Gebhardt JC853                      | A     | 58    | Sélection de vitesse       |
| Abd. | C2     | 74  | Gebhardt Motorsport                 | Stanley Dickens Walter Lechner                    | Ford Cosworth DFV 3,0 l V8 Atmo     | A     | 58    | Sélection de vitesse       |
| Abd. | C1     | 52  | TWR Jaguar                          | Jan Lammers Gianfranco Brancatelli                | Jaguar XJR-6                        | D     | 19    | Crevaison                  |
| Abd. | C1     | 52  | TWR Jaguar                          | Jan Lammers Gianfranco Brancatelli                | Jaguar 6,2 l V12 Atmo               | D     | 19    | Crevaison                  |
| Np.  | C1     | 8   | Joest Racing                        | Paolo Barilla "John Winter"                       | Porsche 956                         | D     | -     | Accident durant les essais |
| Np.  | C1     | 8   | Joest Racing                        | Paolo Barilla "John Winter"                       | Porsche Type-935 2,6 l Flat-6 Turbo | D     | -     | Accident durant les essais |

## Pole position et record du tour
- Pole position :
- Meilleur tour en course :  Jochen Mass (#1 Rothmans Porsche) en 1 min 24 s 520

## À noter
- Longueur du circuit : 4,470 km
- Distance parcourue par les vainqueurs : 273,420 km